# Espérance Sportive de Tunis
L'Espérance Sportive de Tunis, també conegut com a EST, Taraji o Espérance (àrab: الترجي الرياضي التونسي, at-Tarajī ar-Riyāḍī at-Tūnisī, ‘l'Esperança Esportiva Tunisenca’), és un club poliesportiu tunisià de la ciutat de Tunis. Compta amb seccions poliesportives de futbol, handbol, voleibol, rugbi, natació, boxa, lluita i judo.

## Història
El club va ser fundat el 25 de gener de 1919 per Mahamed Zaoui i Hédi Kallei a un cafè de Bab Souika, el Café de l'Espérance, lloc del qual n'obtingué el nom. Els seus colors inicials van ser el blanc i el verd.

## Palmarès de la secció de futbol
- Una copa afro-asiàtica (1995)
- Una recopa nord-africana (2008)

### Competicions nacionals
- Lliga tunisiana de futbol[2]
  - 1942,[3] 1959, 1960, 1970, 1975, 1976, 1982, 1985, 1988, 1989, 1991, 1993, 1994, 1998, 1999, 2000, 2001, 2002, 2003, 2004, 2006, 2009, 2010, 2011, 2012, 2014, 2017, 2018, 2019, 2020, 2021, 2022, 2024, 2025

- Copa President tunisiana[4]
  - 1957, 1964, 1978, 1979, 1980, 1986, 1989, 1991, 1997, 1999, 2006, 2007, 2008, 2011

- Supercopa President tunisiana
  - 1993, 2001

### De laCAF
- Dues Lligues de Campions de la CAF (1994 i 2011)
- Una Recopa africana (1998)
- Una Supercopa africana (1995)
- Una Copa de la CAF (1997)

### De laUAFA
- Dues Lliga de Campions aràbiga (1993 i 2009)
- Una Supercopa aràbiga (1998)

## Jugadors destacats
- Radhi Jaidi
- Ziad Tlemçani
- Hassen Gabsi

## Entrenadors destacats
- Carlos Alberto Cabral 2007